# Befaco
Befaco est une association de recherche sonore, et fabricant de modules pour synthétiseurs modulaires, créé en février 2010 à Barcelone, en Espagne, Les modules de Befaco sont au standard Eurorack, sont du matériel libre open source et sont vendus en kits à monter soi-même. Elle propose une plateforme de documentation et des ateliers sont animés dans différentes villes d'Europe, parmi lesquelles, Barcelone, Madrid, Londres ou Berlin, afin d'apprendre à les monter.
Les modules Befaco sont également disponibles en modules virtuels pour le synthétiseur modulaire virtuel open source VCV Rack, reprenant la norme Eurorack.